# E/D/E

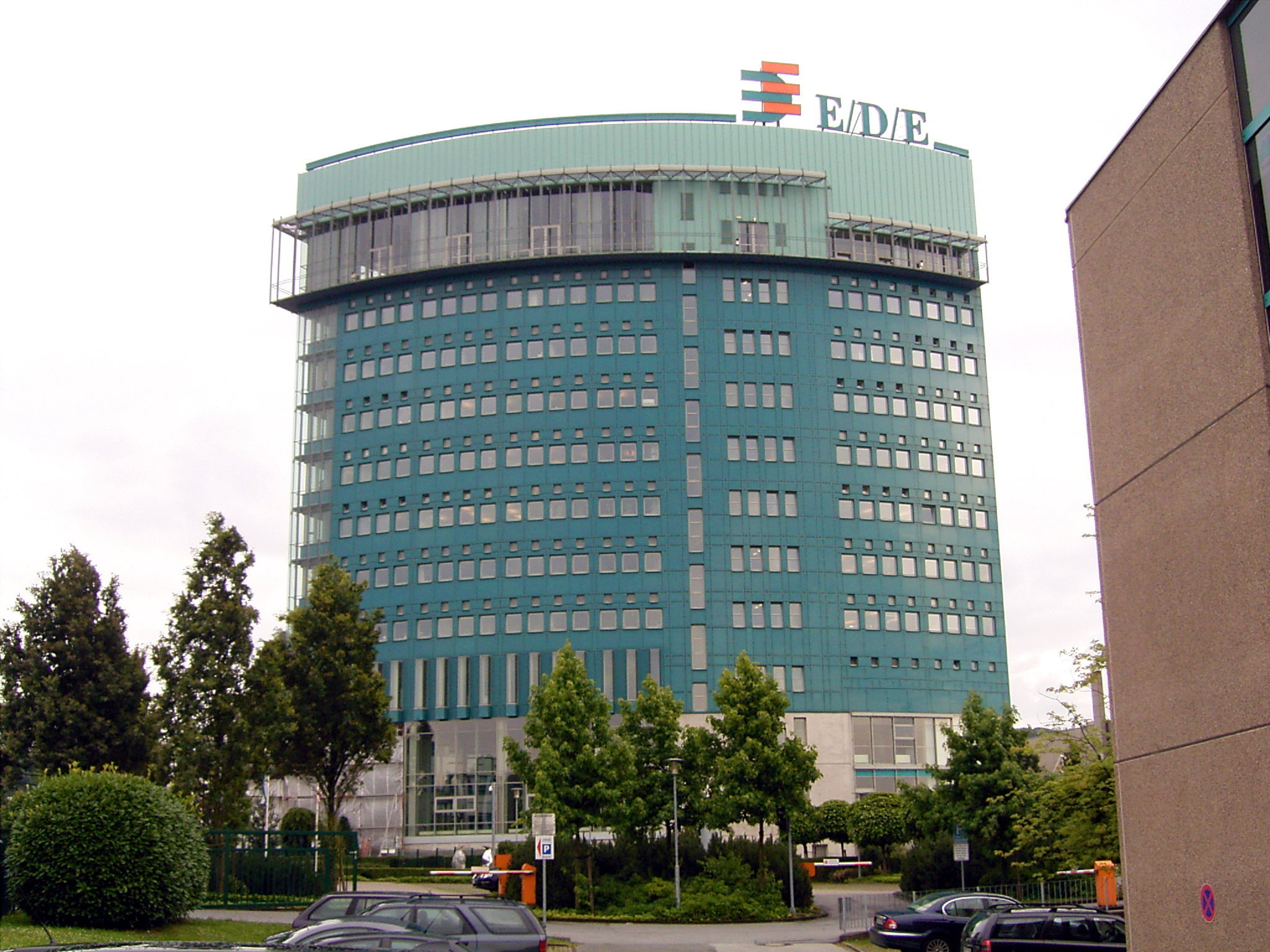
Das E/D/E-Hochhaus in Wuppertal-Langerfeld

Die Einkaufsbüro Deutscher Eisenhändler GmbH ist eine Einkaufsgemeinschaft mit Sitz in Wuppertal und nach eigenen Aussagen Europas größter Einkaufs- und Marketingverbund für rund 1200 mittelständische Handelsunternehmen.

## Geschichte
Die E/D/E GmbH wurde als Einkaufsbüro Deutscher Eisenhändler Bock & Co am 12. November 1931 von Ferdinand Trautwein und vier weiteren Kaufleuten gegründet. Die Firma hatte ihren Sitz zunächst in vier Zimmern an der Wupperstraße im Wuppertaler Stadtteil Elberfeld. Mit dem Wachsen des Unternehmens erfolgte ein Umzug in die Distelbeck nahe dem Bahnhof Wuppertal-Döppersberg, dem heutigen Hauptbahnhof.
Schwerpunkt war in der Anfangszeit das Lagergeschäft mit Grob- und Kleineisenwaren, Bau- und Möbelbeschlägen, Werkzeugen sowie Haus- und Küchengeräten. Das Warenlager befand sich erst auf dem Weidenplatz nahe dem Bahnhof Wuppertal-Steinbeck, zog dann aber auf ein Grundstück an der Saarstraße um. Als bei dem Luftangriff auf Elberfeld 1943 das Büro in der Distelbeck zerstört wurde, folgte auch die Verwaltung an die Saarstraße, wo 1945 neben dem Warenlager zunächst eine provisorische Bürobaracke errichtet wurde.
Das Unternehmen profitierte vom Wirtschaftsaufschwung der Nachkriegsjahre und beschäftigte 1956 etwa 130 Mitarbeiter. Auf Fachmessen des Verbands Deutscher Eisenwarenhändler wurden die Waren vorgestellt, für den süddeutschen Raum wurden Filialen und Lager in München und Kitzingen gegründet. Zu dieser Zeit gehörten von den Gründern nur noch Robert Christians und Ferdinand Trautwein als geschäftsführende Gesellschafter der Firma an.
1964 zog das Unternehmen auf ein 30.000 m² großes Grundstück in Wuppertal-Langerfeld, wo ein neues Lager- und Verwaltungsgebäude in Betrieb genommen wurde. 1967 ging das Unternehmen auf Ferdinand Trautweins Sohn Eugen Trautwein über. Bis 1981 wuchs der Lagerplatz auf 60.000 m², die Firma verfügte über ein damals beispielhaftes Hochregallager mit der dazugehörigen Förderbahn. 1998 wurde das heutige Firmenhochhaus errichtet.
Im Jahr 2009 wurde ein neues Lager mit einem Investitionswert von 35 Millionen Euro fertiggestellt.
Am 1. Januar 2012 gründete das E/D/E die ETRIS Bank GmbH. Als 100%iges Tochterunternehmen übernimmt sie die Zentralregulierung und bietet Mitgliedern und Lieferanten weitere Möglichkeiten in Form von Wachstumskrediten, Finanzdienstleistungen oder der Zahlungsabwicklung.
Zum 1. Januar 2014 übernahm Andreas Trautwein den Vorsitz der Geschäftsführung. Er verkörpert nach Ferdinand und Eugen Trautwein die dritte Generation des Familienunternehmens. Noch im selben Jahr wurde die betriebseigene Kindertagesstätte DIE EDEfanten eingeweiht, in deren Bau das Unternehmen 2,5 Millionen Euro investierte.

## Strukturdaten
Heute befinden sich noch 75,5 Prozent im Familienbesitz, 20 Prozent bei der E/D/E GmbH und die restlichen 4,5 Prozent bei der E/D/E Stiftung. In der E/D/E-Zentrale sind rund 900 Menschen beschäftigt. 
Das Handelsvolumen des E/D/E betrug im Geschäftsjahr 2024 8,9 Milliarden Euro.
Dem E/D/E sind rund 1200 Mitgliedsunternehmen angeschlossen, welche zum größten Teil Fachgroßhändler sind, die vorwiegend gewerbliche Abnehmer aus Handwerk, Industrie und Kommunen beliefern. Sie handeln vorwiegend mit Werkzeugen, Maschinen, Baubeschlägen, Bauelementen, Sanitär, Heizung, Stahl, Befestigungs-, Sicherheits- und Industrietechnik sowie Produkten für den Arbeitsschutz handeln. 
Die angeschlossenen Fachgroßhändler, welche auch als „Mitglieder“ bezeichnet werden, können aus über 3200 Lieferanten Waren und Dienstleistungen beziehen.